# 新疆维吾尔自治区总工会
新疆维吾尔自治区总工会是新疆维吾尔自治区地方工会和产业工会的领导机关。

## 历史沿革
1949年12月，迪化市总工会成立。1951年10月，新疆省总工会筹备委员会成立。1954年10月，新疆省工会联合会成立。1955年10月，改称新疆维吾尔自治区工会联合会。1957年11月，改称新疆维吾尔自治区总工会。